# Sebi
Pour l’article ayant un titre homophone, voir Sæbbi.
Chansons représentant la Slovénie au Concours Eurovision de la chanson
Hvala, ne!
(2018) Voda
(2020)
Singles de Zala Kralj et Gašper Šantl
S teboi
(2018)
Sebi (« Pour toi ») est une chanson interprétée par le duo slovène composé de Zala Kralj et Gašper Šantl, parue le 16 février 2019 sur l'EP Štiri.
Cette chanson a été choisi lors de la finale nationale du concours nommée EMA pour représenter la Slovénie au Concours Eurovision de la chanson 2019 qui se déroulera en mai à Tel-Aviv, Israël.

## À l'Eurovision
Le 16 février 2019, la chanson Sebi de Zala Kralj & Gašper Šantl remporte la finale nationale slovène EMA 2019 et est sélectionnée pour représenter la Slovénie au Concours Eurovision de la chanson 2019. Lors de l'Eurovision, elle est interprétée dans la première moitié de la première demi-finale le 14 mai 2019.
Elle est intégralement interprétée en slovène, langue nationale de la Slovénie, le choix de la langue étant toutefois libre depuis 1999.

## Liste des titres
| 1. | Sebi | Zala Kralj, Gašper Šantl | Zala Kralj, Gašper Šantl | 3:18 |

## Historique de sortie
| Pays ou région | Date            | Format                              | Label     |
| -------------- | --------------- | ----------------------------------- | --------- |
| Monde entier   | 16 février 2019 | Téléchargement numérique, streaming | Universal |